# Hội đồng Giám mục Việt Nam
Hội đồng Giám mục Việt Nam là hội đồng giám mục của các giám mục Việt Nam. Mục đích của hội đồng là các giám mục Công giáo cùng nhau thi hành chức vụ mục tử trong Hội Thánh Công giáo, đặc biệt đưa ra những hình thức và phương pháp hoạt động tông đồ phù hợp với hoàn cảnh của thời đại (GM III, 38).
Tất cả các giám mục người Việt đang sinh sống tại Việt Nam, kể cả các vị hồi hưu, đều là thành viên Hội đồng. Chủ tịch Hội đồng Giám mục Việt Nam hiện là Tổng giám mục Giuse Nguyễn Năng của Tổng giáo phận Thành phố Hồ Chí Minh (từ 2022). Phó Chủ tịch là Tổng giám mục Giuse Vũ Văn Thiên của Tổng giáo phận Hà Nội.

## Lịch sử hình thành
Ngày 24 tháng 11 năm 1960 qua Sắc chỉ "Chư huynh đáng kính" (Venerabilium Nostroum), Giáo hoàng Gioan XXIII đã thiết lập Hàng Giáo phẩm Công giáo Việt Nam gồm 3 giáo tỉnh: Hà Nội, Huế, Sài Gòn. Sắc chỉ được công bố ngày 8 tháng 12 năm 1960. Vào thời điểm này, Giám mục Phêrô Máctinô Ngô Đình Thục, trước đó là Niên trưởng Giám mục đoàn Việt Nam, đảm nhận chức Chủ tịch Hội đồng Giám mục, theo sách Lịch sử thành lập Hàng Giáo phẩm Việt Nam của linh mục Nguyễn Thanh Tùng.
Mười bảy Giám mục người Việt tham gia Công đồng Vatican II, tại Rôma, họ nhận định cần thiết lập Hội đồng Giám mục. Hội đồng Giám mục chính thức thiết lập năm 1964, với chủ tịch là Tổng giám mục Phaolô Nguyễn Văn Bình, hai thư ký là Giám mục Seitz Kim và Micae Nguyễn Khắc Ngữ. Chức linh mục điều hành thường trực trao cho linh mục Phêrô Nguyễn Huy Mai. Bản nội quy Hội đồng được Giáo hoàng Phaolô VI phê chuẩn năm 1967. Tòa Thánh chỉ thiết lập một Hội đồng Giám mục Việt Nam, nên Hội đồng này có tư cách cử đại diện và đưa ra các quyết định chung (cho Giáo hội Việt Nam).
Từ năm 1968, Hội đồng phân chia thành các Ủy ban trực thuộc, nhiệm kỳ bốn năm, từ 1968 đến 1971. Từ năm 1971, các giám mục được chia thành bốn miền (Duyên Hải, Cao Nguyên, Sài Gòn, Cửu Long), mỗi miền điều hành một Ủy ban và giữ một chức Đặc trách, trong khi ba miền còn lại có đại diện là thành viên Ủy ban. Khóa 1974-1977 có thêm một số Ủy ban được thành lập. Khóa này có 8 Ủy ban và Ban Thường vụ.
Tuy vậy, do hoàn cảnh chính trị và chiến tranh xảy ra trên cả hai miền Nam Bắc, cho đến năm 1975, hoạt động của Hội đồng Giám mục Việt Nam chủ yếu là ở miền Nam, trong vùng do chính quyền Việt Nam Cộng hòa kiểm soát.
Danh xưng  Hội đồng Giám mục miền Nam Việt Nam được sử dụng như một cách gọi thay thế "Hội đồng Giám mục Việt Nam" sau biến cố 1975 và trước năm 1980. Sau khi chấm dứt chiến tranh và Việt Nam thống nhất năm 1975, các Giám mục cũng hình thành một nhu cầu thiết lập Hội đồng giám mục thống nhất chung trong cả nước. Đầu năm 1980, một hội nghị trù bị đã được tổ chức tại Tòa giám mục Hà Nội do Hồng y Giuse Maria Trịnh Văn Căn - Tổng Giám mục Tổng giáo phận Hà Nội chủ trì, cùng hai Tổng giám mục Phaolô Nguyễn Văn Bình - Tổng giám mục Tổng giáo phận Thành phố Hồ Chí Minh và Philipphê Nguyễn Kim Điền - Tổng giám mục Tổng giáo phận Huế và 5 giám mục khác nhằm chuẩn bị cho đại hội chính thức.
Đại hội lần thứ nhất các Giám mục Việt Nam diễn ra tại Hà Nội từ ngày 24 tháng 4 cho đến ngày 1 tháng 5 năm 1980 với sự tham dự của 33 Giám mục đã bầu Hồng y Giuse Maria Trịnh Văn Căn làm Chủ tịch Hội đồng Giám mục Việt Nam. Tại đại hội này, các Giám mục Việt Nam đã ra thư chung đầu tiên, trong đó xác định đường hướng mục vụ của Giáo hội Việt Nam với hai điểm quan trọng: Hội Thánh vì loài người và Hội Thánh trong lòng dân tộc:
Là Hội Thánh trong lòng dân tộc Việt Nam, chúng ta quyết tâm gắn bó với vận mạng quê hương, noi theo truyền thống dân tộc hoà mình vào cuộc sống hiện tại của đất nước. Công Đồng dạy rằng "Hội Thánh phải đồng tiến với toàn thể nhân loại và cùng chia sẻ một số phận trần gian với thế giới" (MV 40,2). Vậy chúng ta phải đồng hành với dân tộc mình, cùng chia sẻ một cộng đồng sinh mạng với dân tộc mình, vì quê hương này là nơi chúng ta được Thiên Chúa mời gọi để sống làm con của Người, đất nước này là lòng mẹ cưu mang chúng ta trong quá trình thực hiện ơn gọi làm con Thiên Chúa, dân tộc này là cộng đồng mà Chúa trao cho chúng ta để phục vụ với tính cách vừa là công dân vừa là thành phần Dân Chúa.
Hội đồng có Ban Thường vụ gồm một chủ tịch, hai phó chủ tịch, một tổng thư ký, và ba phó tổng thư ký. Hội đồng chỉ có ba ủy ban và duy trì cơ cấu này cho đến năm 1988, khi Ủy ban Thánh Nhạc được thiết lập. Từ năm 2001, Hội đồng Giám mục cơ cấu 1 vị trí phó chủ tịch và phó tổng thư ký, nâng số ủy ban thành 9. Sáu năm sau đó, số ủy ban tăng lên 15. Hai Ủy ban được thiết lập muộn nhất gồm Ủy ban Giáo dục (2009) và Công lý Hòa bình (2010). Kể từ năm 2019, Hội đồng còn cử một vị đảm trách Đối thoại Liên tôn.

## Tổ chức
Hội đồng Giám mục Việt Nam thảo ra một quy chế riêng và quy chế này được Vatican công nhận. Các quyết định của Hội đồng Giám mục sẽ có hiệu lực pháp lý khi được tán thành bởi ít nhất hai phần ba số Giám mục có quyền biểu quyết và khi được Tòa thánh phê chuẩn, nhưng chỉ trong những trường hợp do giáo luật quy định hay khi được một chỉ thị của Tòa thánh cho phép.
Nội quy của Hội đồng Giám mục Việt Nam quy định, Ban thường vụ Hội đồng họp vào tháng 3 hàng năm và 3 năm tổ chức một kỳ đại hội tổ chức bầu lại Ban thường vụ. Sau mỗi phiên họp thường niên, Hội đồng Giám mục Việt Nam có thông lệ gửi thư chung cho cộng đoàn dân Chúa ở Việt Nam.
Hiện nay Hội đồng Giám mục Việt Nam gồm có 17 ủy ban trực thuộc:
1. Ủy ban Giáo lý Đức tin
2. Ủy ban Thánh Kinh
3. Ủy ban Phụng tự
4. Ủy ban Thánh nhạc
5. Ủy ban Nghệ thuật Thánh
6. Ủy ban Giáo sĩ - Chủng sinh
7. Ủy ban Tu sĩ
8. Ủy ban Giáo dân
9. Ủy ban Mục vụ Gia đình
10. Ủy ban Mục vụ Giới trẻ và Thiếu nhi (trước 2016 là Ủy ban Mục vụ Giới trẻ)
11. Ủy ban Mục vụ Di dân
12. Ủy ban Loan báo Tin Mừng
13. Ủy ban Văn hóa
14. Ủy ban Giáo dục Công giáo
15. Ủy ban Truyền thông Xã hội
16. Ủy ban Bác ái Xã hội
17. Ủy ban Công lý và Hòa bình

### Hội đồng đương nhiệm
Danh sách các ủy ban và tiểu ban thuộc Hội đồng Giám mục Việt Nam nhiệm kỳ 2022–2025:
| STT | Tên Ủy ban Giám mục                            | Thành lập | Giám mục chủ tịch | Ghi chú |
| --- | ---------------------------------------------- | --------- | --- | ------- |
|     | Ban thường vụ                                  | 1980      | Giuse Nguyễn Năng (Chủ tịch) Giuse Vũ Văn Thiên (Phó Chủ tịch) Giuse Đỗ Mạnh Hùng (Tổng thư ký) Louis Nguyễn Anh Tuấn (Phó Tổng thư ký) |         |
| 1   | Ủy ban Giáo lý Đức tin                         | 2001      | Gioan Đỗ Văn Ngân |         |
| 2   | Ủy ban Kinh Thánh                              | 2007      | Vinh Sơn Nguyễn Văn Bản |         |
| 3   | Ủy ban Phụng tự                                | 1980      | Emmanuel Nguyễn Hồng Sơn |         |
| 4   | Ủy ban Nghệ thuật thánh                        | 2007      | Mátthêu Nguyễn Văn Khôi |         |
| 5   | Ủy ban Thánh nhạc                              | 1998      | Aloisiô Nguyễn Hùng Vị |         |
| 6   | Ủy ban Loan báo Tin Mừng                       | 2001      | Đaminh Hoàng Minh Tiến |         |
| 7   | Ủy ban Giáo sĩ - Chủng sinh                    | 1980      | Giuse Đỗ Quang Khang |         |
| 8   | Ủy ban Tu sĩ                                   | 2001      | Phêrô Nguyễn Văn Khảm |         |
| 9   | Ủy ban Giáo dân                                | 1980      | Giuse Trần Văn Toản |         |
| 10  | Ủy ban Truyền thông Xã hội                     | 2006      | Giuse Nguyễn Tấn Tước |         |
| 11  | Ủy ban Giáo dục Công giáo                      | 2009      | Phêrô Huỳnh Văn Hai |         |
| 12  | Ủy ban Mục vụ Giới trẻ và Thiếu nhi            | 2007      | Phêrô Nguyễn Văn Viên |         |
| 13  | Ủy ban Văn hóa                                 | 2001      | Giuse Đặng Đức Ngân |         |
| 14  | Ủy ban Công lý và Hòa bình                     | 2010      | Giuse Nguyễn Đức Cường |         |
| 15  | Ủy ban Mục vụ Gia đình                         | 2007      | Đa Minh Nguyễn Văn Mạnh |         |
| 16  | Ủy ban Bác ái Xã hội - Caritas                 | 2001      | Tôma Aquinô Vũ Đình Hiệu |         |
| 17  | Ủy ban Mục vụ Di dân                           | 2007      | Giuse Nguyễn Chí Linh |         |
| 18  | Văn phòng Mục vụ Đối thoại Đại kết và Liên tôn | 2019      | Giuse Châu Ngọc Tri |         |
| 19  | Tiểu ban Tư vấn Bảo vệ trẻ vị thành niên       | 2024      | Giuse Huỳnh Văn Sỹ | [ 9 ]   |
| 20  | Hội Thừa sai Việt Nam                          |           | Anphong Nguyễn Hữu Long |         |

Ngoài ra, theo Hội nghị kỳ I năm 2023, Giám mục Giuse Bùi Công Trác đảm nhiệm trợ giúp Tổng giám mục Vũ Văn Thiên, Phó Chủ tịch Hội đồng Giám mục, về việc quản trị tài chính, và Giám mục Phêrô Lê Tấn Lợi được bầu làm Phó Chủ tịch Ủy ban Di dân.

## Những hoạt động nổi bật
Một thành quả lớn của Hội đồng Giám mục Việt Nam trước năm 1975 là việc hình thành và điều hành Viện Đại học Đà Lạt.
Sau khi Hội đồng Giám mục Việt Nam họp phiên đầu tiên năm 1980, hai phái đoàn Giám mục Việt Nam đã lên đường đi Rôma thực hiện cuộc viếng thăm Ad Limina theo thông lệ 5 năm một lần, yết kiến Giáo hoàng Gioan Phaolô II và viếng mộ hai thánh tông đồ Phêrô và Phaolô. Đoàn thứ nhất do Hồng y Trịnh Văn Căn làm trưởng đoàn và đoàn thứ hai do Tổng giám mục Nguyễn Văn Bình làm trưởng đoàn. Sau chuyến viếng thăm này, Vatican đã bổ nhiệm thêm nhiều giám mục mới như: Giám mục Phanxicô Xaviê Nguyễn Văn Sang, Giuse Trịnh Chính Trực, Phêrô Trần Thanh Chung, Aloisiô Hà Kim Danh.

### Xin phong thánh Việt Nam
Ngày 16 tháng 11 năm 1985, Hồng y Trịnh Văn Căn đại diện cho 39 Giám mục Việt Nam đã đệ trình thỉnh nguyện thư lên Giáo hoàng Gioan Phaolô II đề nghị mở lại hồ sơ các chân phước tử đạo Việt Nam và cứu xét các vị lên hàng Hiển Thánh. Ngày 19 tháng 6 năm 1988, Giáo hoàng Gioan Phaolô II đã long trọng tôn phong 117 Thánh tử đạo Việt Nam tại Quảng trường Thánh Phêrô (Vatican).

### Quan điểm về các vấn đề xã hội, chính trị Việt Nam
Tranh chấp sở hữu hai khu đất ở Hà Nội từng thuộc Giáo hội Công giáo là một vụ việc gây nên làn sóng lớn trong truyền thông Việt Nam. Vào năm 2008, trước những diễn biến căng thẳng về tranh chấp đất đai có liên quan đến Tòa Khâm sứ Hà Nội 42 phố Nhà Chung và Tu viện Thái Hà 178 Nguyễn Lương Bằng, Hội đồng Giám mục Việt Nam đã ra quan điểm về một số vấn đề. Tổng Thư ký Hội đồng Giám mục Việt Nam, Tổng Giám mục Hà Nội Giuse Ngô Quang Kiệt đã từ nhiệm vì lí do sức khỏe và Phêrô Nguyễn Văn Nhơn Chủ tịch Hội đồng Giám mục Việt Nam lên kế nhiệm làm Tổng Giám mục Hà Nội.
Tháng 5 năm 2012, Ủy ban Công lý và Hòa bình trực thuộc Hội đồng Giám mục Việt Nam đã đưa ra bản thông cáo "Nhận định về một số tình hình tại Việt Nam hiện nay". Theo đó, họ cho rằng nền kinh tế Việt Nam đang bộc lộ những nguy cơ nghiêm trọng, tác động trực tiếp đến cuộc sống của người dân và tương lai của đất nước. Định hướng kinh tế lấy quốc doanh làm chủ đạo đã tạo ra độc quyền và lạm quyền, làm méo mó sự vận hành cần có của nền kinh tế thị trường. Doanh nghiệp nhà nước đóng góp ít vào tăng trưởng kinh tế nhưng lại nhận nhiều đặc quyền đặc lợi, gây bất công và kìm hãm sự phát triển của khối tư nhân. Bên cạnh đó, ủy ban này còn chỉ trích Luật đất đai hiện hành của Việt Nam vừa đi ngược tự nhiên, vừa không tôn trọng Tuyên ngôn quốc tế về nhân quyền. Luật đất đai đó quy định đất đai thuộc sở hữu toàn dân, nhưng do Nhà nước quản lý đã làm cho hàng triệu người cảm thấy mất đất và chẳng có quyền tự do hành xử trên "mảnh đất ông bà tổ tiên". Trên thực tế, sở hữu toàn dân không phải là phương thức quản lý đất đai tốt nhất, còn việc Nhà nước làm chủ sở hữu đã phát sinh đặc quyền, đặc lợi của chính quyền các cấp trong việc quy hoạch và thu hồi đất cho các dự án, tước mất quyền căn bản của người dân.
Đến ngày 1 tháng 3 năm 2013, Hội đồng Giám mục Việt Nam cũng chính thức gửi thư nhận định và góp ý sửa đổi Hiến pháp cho Ủy ban Dự thảo sửa đổi Hiến pháp năm 1992. Qua lá thư này, họ chất vấn chính quyền Việt Nam về việc làm sao có thể thực hiện quyền tự do ngôn luận và tự do sáng tạo văn học, nghệ thuật khi mà tư tưởng bị đóng khung trong một chủ thuyết là chủ nghĩa Mác-Lênin và tư tưởng Hồ Chí Minh. Họ đề xuất nền tảng chủ thuyết để tổ chức và điều hành xã hội Việt Nam là truyền thống văn hóa phong phú của dân tộc chứ không phải bất kỳ một hệ ý thức nào khác. Thư này cũng cho rằng Hiến pháp Việt Nam không nên và không thể khẳng định sự lãnh đạo mặc nhiên, không thông qua bầu cử của bất kỳ đảng phái chính trị nào. Thư góp ý đề xuất nhà nước Việt Nam thực hiện mô hình quản lý theo kiểu tam quyền phân lập: lập pháp, hành pháp và tư pháp; phân biệt rõ vai trò của đảng cầm quyền và nhà nước pháp quyền. Nhìn chung, thư góp ý sửa đổi Hiến pháp này được sự ủng hộ của nhiều tín hữu và giới bất đồng chính kiến. Có ghi nhận rằng nhiều giáo xứ, tổ chức Công giáo trong và ngoài nước đã tổ chức lấy ý kiến ủng hộ cho thư góp ý đó.
Ngày 9 tháng 5 năm 2014, Tổng giám mục Phaolô Bùi Văn Đọc - thay mặt Hội đồng Giám mục Việt Nam viết thư kêu gọi nêu quan điểm về tình hình Biển Đông, cụ thể là Sự kiện giàn khoan HD-981. Trong đó, ông nói rằng những thỏa ước tôn trọng tình hữu nghị giữa hai quốc gia láng giềng, giữa hai Đảng cộng sản (Việt Nam và Trung Quốc) thực tế đã cho thấy không mang lại lợi ích cho dân nước Việt Nam, mà còn đưa đất nước vào tình trạng lâm nguy. Ông kêu gọi Chính phủ Việt Nam kiên trì đường lối ngoại giao, đối thoại để giải quyết xung đột nhưng có lập trường kiên định lấy đạo lý truyền thống dân tộc vì dân, vì nước để thực hiện đường lối chính sách với Trung Quốc.
Ngày 4 tháng 5, năm 2015, Ban thường vụ của Hội đồng Giám mục Việt Nam gửi đến Chủ tịch Quốc hội Việt Nam và Ban Tôn giáo Chính phủ Việt Nam bản nhận định và góp ý về Dự thảo Luật tín ngưỡng, tôn giáo mà nước này đang nghị trình. Theo đó, Hội đồng Giám mục Việt Nam không đồng ý bản dự thảo này. Họ cho rằng nó đi ngược lại với quyền tự do về tín ngưỡng và tôn giáo, gây lo ngại nhiều hơn là đem lại sự bình an cho mọi người; đi ngược lại với Tuyên ngôn Nhân quyền Quốc tế (Điều 18) và Hiến pháp Việt Nam sửa đổi năm 2013 (Điều 24); là một bước thụt lùi so với Pháp lệnh tín ngưỡng, tôn giáo năm 2004 của Việt Nam; tạo ra quá nhiều thủ tục rườm rà, nhiều cơ chế khắt khe, ràng buộc, khiến các sinh hoạt tôn giáo bị cản trở.